# 아론 마르틴
아론 마르틴 카리콜(카탈루냐어: Aarón Martín Caricol, 1997년 4월 22일 ~ )은 스페인의 축구 선수로, 현재 이탈리아 세리에 A의 제노아에서 활약하고 있다. 포지션은 레프트 백이다.